# All About Trans
All About Trans (Todo Sobre las Personas Trans) es un proyecto que tiene como objetivo mejorar la forma en que los medios entienden y retratan a las personas transgénero. Su objetivo es "promover las voces trans en los medios" e involucrar a periodistas, presentadores/as y editores/as y otros profesionales del sector con temas trans de manera creativa.
El proyecto está gestionado por On Road Media, una organización benéfica que "aborda los problemas sociales mejorando la cobertura mediática de grupos y temas tergiversados". All About Trans cuenta con el apoyo y la dirección de un grupo asesor formado por personas y organizaciones de la comunidad trans y consultores, entre ellos la periodista Paris Lees, el cineasta Fox Fisher y la piloto Ayla Holdom.
Está financiado y apoyado por la Fundación Esmée Fairbairn y la Fundación Paul Hamlyn. Los patrocinadores anteriores incluyen la BBC y Channel 4.

## Historia
All About Trans, originalmente llamado Trans Media Action, comenzó en octubre de 2011. Fue impulsado por la directora de On Road, Nathalie McDermott, al presenciar la muerte de la abogada de derechos humanos y mujer trans Sonia Burgess, al ser empujada desde una plataforma en la estación de tren Kings Cross de Londres en hora punta. La subsiguiente cobertura mediática de su muerte alertó a On Road sobre el terrible trato que reciben las personas trans en los medios. Al darse cuenta de la escasa cobertura de temas sobre personas transgénero, McDermott se acercó a los miembros de la organización voluntaria de supervisión Trans Media Watch, una organización benéfica enfocada a cambiar y mejorar la representación y la manera de informar en los medios sobre las personas trans.

## Actividades

### Interacciones
All About Trans establece interacciones entre profesionales de los medios y personas trans y no binarias. Una interacción es un encuentro social distendido entre profesionales senior del sector y alguien que comparte sus experiencias personales. Están diseñadas para fomentar una mayor comprensión de la comunidad, lo que lleva a representaciones mejores y más empáticas de las personas trans en los medios.
A la altura de 2015, All About Trans había trabajado ya con más de 200 personas trans y variantes de género de todas las edades y con más de 350 profesionales de diversas organizaciones y medios en todo el Reino Unido. Esta lista incluye a The Observer, The Independent, The Sun, Daily Mail, Channel 4, la BBC, la Press Complaints Commission y la Asociación de la Prensa. Más recientemente, All About Trans se ha reunido con el New Statesman, y The Mail on Sunday.

### Campamento Trans
Trans Camp (Campamento Trans) se celebró en enero de 2012. La jornada se dedicó a explorar soluciones creativas a los principales obstáculos en la representación de los medios de comunicación de esta comunidad, a menudo distorsionada e incomprendida.
Realizado en Channel 4, Trans Camp reunió a más de 60 innovadores, desarrolladores, empresarios, diseñadores, profesionales de los medios y personas trans de diversos orígenes para generar ideas para abordar cómo los medios retratan a las personas trans.

## Logros

### Hollyoaks
All About Trans se ha reunido más de una vez con el equipo de la teleserie Hollyoaks. Tras una gran interacción en 2014, el elenco y el equipo pidieron a los miembros de la comunidad trans que los asesoraran en su trama sobre los personajes de Blessing y Dennis. All About Trans los apoyó con talleres de reparto, lo que llevó a una nueva trama en 2015 con el nuevo personaje de la señora St. Claire, interpretado por Annie Wallace. El cineasta Lewis Hancox produjo dos vídeos entre bastidores sobre experiencias trans para el sitio web de Channel 4. Paris Lees hizo un cameo junto al personaje de Blessing en noviembre de 2014.

### Negociaciones de prensa de la Dra. Kate Stone
Sarah Lennox, asesora de All About Trans, trabajó con la Dra. Kate Stone en una negociación con la Press Complaints Commission (ahora Independent Press Standards Organization) y varios periódicos importantes del Reino Unido en 2014. Sucedió después de que se revelara su condición trans en diversos artículos, en los que se utilizaban términos como "cambio de sexo". Seis diarios enmendaron sus artículos y aceptaron que infringían la Cláusula 12 del Código de Buenas Prácticas del Editor de la Press Complaints Commission (PCC). Estos fueron el Daily Mirror, la edición escocesa de The Sun, el Daily Record, el Daily Mail y The Daily Telegraph. Las declaraciones de cada periódico fueron recogidas por la PCC.
Yvonne Roberts describió los antecedentes y el contexto de la negociación de Stone en The Observer, mientras que la historia fue recogida por varios medios de comunicación, como BBC News, Press Gazette, The Guardian, el programa de Radio 4 The Media Show y Channel 4 News.

### Chico conoce a chica
Uno de los resultados de Trans Camp fue el Trans Comedy Award. Este concepto fue desarrollado durante el día por los participantes, algunos de los cuales trabajaron en asociación con la Sala de Redacción de la BBC en una nueva iniciativa para fomentar representaciones sensibles y precisas de personajes trans en guiones de comedia. El guion ganador, Boy Meets Girl (Chico conoce a chica), escrito por Elliott Kerrigan, fue convertido en un episodio piloto realizado por Tiger Aspect y encargado por el canal BBC Two en el verano de 2014. Antes de su lanzamiento en televisión, fue uno de los cuatro episodios pilotos que se exhibieron en el Festival de Comedia de Salford. Posteriormente, se transmitió en BBC Two, el jueves 3 de septiembre de 2015.
Boy Meets Girl estaba formado por seis episodios de 30 minutos; se emitió en BBC Two del 3 de septiembre al 10 de octubre de 2015. Estaba ambientada en Newcastle y protagonizada por Rebecca Root como Judy y Harry Hepple como Leo. Tanto Root como su personaje Judy son transgénero, siendo la primera comedia de la BBC con un personaje transgénero en un papel principal, además de la primera comedia de situación que presenta a una actriz transgénero interpretando a un personaje transgénero. La serie se centraba en la relación de Judy y Leo, la diferencia de edad entre los dos y sus "familias entrañablemente excéntricas".
En los Premios Stonewall de 2015, el programa recibió el Premio Trans Media por llevar temas trans a la televisión británica en horario de máxima audiencia. Elliot Kerrigan ganó un Premio Estrella Emergente de la Royal Television Society por Boy Meets Girl en febrero de 2016. Rebecca Root recibió el premio Breakthrough Performance Award en los Attitude Awards en octubre de 2015 por su papel en esta serie.
En octubre de 2015, se anunció que Boy Meets Girl regresaría para una segunda temporada. Consistió en seis episodios, emitidos del 6 de julio al 4 de agosto de 2016. Rebecca Root, que interpreta el papel de Judy, se ha convertido desde entonces en patrocinadora de All About Trans.

### Mi historia trans/Patchwork: personas reales
Patchwork: Real People es el proyecto paralelo de narración digital de All About Trans. Se trata de una colección de historias en medios digitales de personas trans de todo el Reino Unido. Todas ellas se centran en los temas de "apoyo" y "celebración".
En diciembre de 2013, All About Trans se unió a Lucky Tooth Films (con su proyecto paralelo My Genderation) para crear una colección de películas con el apoyo de Channel 4. A lo largo del año siguiente, Fox Fisher y Lewis Hancox filmaron con 25 personas trans y variantes de género de todo el Reino Unido. Cada cortometraje documental presenta a una persona trans que habla sobre su vida, sus experiencias, pasiones y esperanzas.
Los cortos fueron producidos por All About Trans y estuvieron disponibles bajo el título 'My Trans Story' en octubre de 2015 en All Four, el servicio bajo demanda de Channel 4, y 'Am I Normal', el proyecto de Channel 4 que explora la idea de que no existe la "no normalidad" a través de películas, clips y consejos.

### Personajes de telenovelas transgénero
A All About Trans se le atribuye la introducción en 2015 de dos nuevos personajes transgénero interpretados por personas transgénero en las telenovelas británicas, tras las interacciones mantenidas con los guionistas de ambas. Hollyoaks incorporó a la 'señora Sally St. Claire', interpretada por la actriz transgénero Annie Wallace. EastEnders presentó a 'Kyle', el hermano de 'Stacey Branning', interpretado por la actriz transgénero Riley Carter Millington. Este mérito se vio reforzado por el hecho de que Riley Carter Millington encabezara la  Lista Arcoíris de The Independent On Sunday en 2015. El artículo principal que acompañaba al anuncio afirmaba que "el mar de cambios en la representación de las personas transgénero en los medios [fue] resultado de la incansable campaña de grupos como All About Trans".

### Yo soy Leo
Después de la interacción de All About Trans con CBBC, se rodó I Am Leo, un documental ganador del BAFTA centrado en un niño trans llamado Leo.

### Proyecto de escucha
En 2015, cuatro voluntarios trabajaron con All About Trans y BBC Radio 4 para grabar varios clips para Listening Project (Proyecto de Escucha) y la Biblioteca Británica. El primero de ellos se emitió en BBC Radio 4 los días 18 y 22 de noviembre. Paris Lees también presentó tres documentales de BBC Radio 1 después de la reunión de All About Trans con el editor comisionado de la emisora, Piers Bradford. Los documentales se titularon Staying Out, My Transgender Punk Rock Story y The Hate Debate.

### Infografía para medios
La voluntaria y artista Sophie Green trabajó con All About Trans junto con Robin Esser, editora jefe del Daily Mail, y All About Trans Advisory Group para crear una infografía que brinde consejos a los profesionales de los medios al escribir sobre temas trans. Esta infografía ha sido difundida y mencionada en los principales medios de comunicación.

## Prensa
Sobre el trabajo de All About Trans han escrito periodistas como Cathy Newman, Radhika Sanghani y Owen Jones. Sus artículos y los de otros periodistas se han publicado en periódicos y medios de comunicación como el Bournemouth Echo y el Glasgow Herald. Paris Lees también escribe para diversos medios que se reunieron con All About Trans, entre ellos The Guardian y The Telegraph.
Algunos participantes de All About Trans han escrito o sido blogueros para el Glasgow Herald, el Dorset Echo, y The Observer después de celebrar interacciones con esos periódicos.